# Robert Redfield
Pour les articles homonymes, voir Redfield.
Robert Redfield est un anthropologue et ethnolinguiste américain né le 4 décembre 1897 à Chicago et mort le 16 octobre 1958 dans la même ville. Ses travaux ethnographiques dans la région de Tepoztlán au Mexique établissent les bases de la science en Amérique latine. Tout au long de sa vie, il travaille en étroite collaboration avec l'Université de Chicago, établissement dans lequel il a également obtenu l'intégralité de ses diplômes universitaires. Il rejoint la faculté en 1927 et y reste jusqu'à sa mort en 1958, occupant le poste de doyen en sciences sociales de 1934 à 1946.

## Biographie

### Carrière scientifique
En 1923, Robert et sa femme Margaret Park Redfield (en) voyagent au Mexique, où il rencontre Manuel Gamio, un anthropologue mexicain qui a étudié avec Franz Boas. Robert Redfield est diplômé en sciences de l'information et de la communication à l'Université de Chicago, d'un juris doctor obtenu en école de droit et d'un doctorat en anthropologie culturelle, matière qu'il enseigne dès 1927. Il est élu membre de la Société américaine de philosophie en 1947, puis de l'Académie américaine des arts et des sciences en 1950. Après avoir publié une série d'études de terrain sur les communautés mexicaines (à Tepoztlán, Morelos et à Chan Kom, Yucatán), il publie en 1953 The Primitive World and its Transformation, puis Peasant Society and Culture en 1956. Avançant dans une synthétisation plus large des disciplines scientifiques, Redfield a organisé un forum interdisciplinaire qui réunissait archéologues, anthropologues linguistes, anthropologues physiciens, anthropologues culturels et ethnologues.

### Le "folk-urban continuum"
En 1955, Redfield écrit sur ses expériences individuelles rencontrées lors de recherches en Amérique latine sur des paysans. Au fil de ses recherches, il réalise qu'il a été entraîné, contraint moralement à considérer la société comme faisant partie d'une culture isolée, sans contact avec la ville. Cela vient contredire ce qu'il y a vu : des individus impliqués dans des échanges, et surtout des connexions entre villages et entre états. Au-delà de cette idée, il ne parvient pas à délimiter une culture propre à un village. Les croyances et les pratiques ne sont pas uniques, mais partagées. Redfield réalise qu'il est insensé d'étudier les peuples par groupement (village par exemple), mais qu'il vaudrait mieux s'appuyer sur une vision, un échantillon plus large. Par tradition, les anthropologues étudiaient les peuples dans une perspective de "petite tradition", et appliquaient ce qu'ils savaient de ce groupe à tout une population (la "grande tradition").
Cette idée avait déjà été théorisée par Robert Redfield dans The Folk Culture in Yucatan (1941) sous l'appellation "folk-urban continuum". D'après cette dernière, il existe une multitude de liens établis entre la ville et les villages, mais aussi entre les villages eux-mêmes.

### Postérité
L'un des étudiants de Redfield à l'Université de Chicago était l'auteur Kurt Vonnehut. Les théories et références de Redfield se retrouvent dans sa nouvelle Slapstick (en), aux côtés de discours introductifs et d'échanges réels. D'après Vonnegut :
Lorsque j'allais à l'Université de Chicago, et que j'entendais le chef du département d'anthropologie, Robert Redfield, faire un cours sur les sociétés en tant que famille stable, isolée et étendue, il n'avais pas besoin de me dire à quel point ça serait agréable.

## Vie privée
Robert Redfield était le beau-fils du sociologue de l'Université de Chicago Robert E. Park. Robert et sa femme Margaret sont les parents de Lisa Redfield Peattie, professeure émérite au Massachusetts Institute of Technology (MIT), de James M. Redfield, un professeur de lettres classiques à l'Université de Chicago et de Joanna Redfield Gutmann (1930–2009). Leur quatrième fils, Robert (surnommé Tito), est mort à l'âge de douze ans à la suite de blessures consécutives à un accident de luge[réf. nécessaire].
Robert Redfield meurt le 16 octobre 1958 à la suite d'une leucémie.

## Publications
- 1930 : Tepozltan : Life in a Mexican Village[11]
- 1934 : Chan Kom : a Maya Village[12]
- 1941 : The Folk Culture of Yucatan[13]
- 1948 : Magic, Science and Religion and Other Essays (de Bronislaw Malinowski, introduction par Robert Redfield)[14]
- 1953 : The Primitive World and Its Transformations[5]
- 1954 : The Role of Cities in Economic Development and Cultural Change[15]
- 1955 : The Little Community : Viewpoints for the Study of a Human Whole[16]
- 1960 (posthume) : The Little Community and Peasant Society and Culture[17]

### Biographies
- (en) Fay-Cooper Cole et Fred Eggan, « Robert Redfield, 1897-1952 », in American Anthropologist, 1959, n° 61, p. 652-662
- (en) M. Singer, « Robert Redfield's Development of a Social Anthropology of Civilizations », in J. V. Murra (dir.), American Anthropology: the early years, St. Paul, 1976, p. 187-260
- (en) Clifford Wilcox, Robert Redfield and the development of American anthropology, Lexington Books, Lanham, Md., 2006, 235 p.  (ISBN 978-0-7391-1777-4)
- (fr) Pierre Bonte et Michel Izard (dir.), « Robert Redfield », in Dictionnaire de l'ethnologie et de l'anthropologie, PUF, Paris, 2008 (1re éd. 1991), p. 616-617  (ISBN 978-2-13-055999-3)

### Notices
- Ressource relative à la recherche :   - Mathematics Genealogy Project
- Notices dans des dictionnaires ou encyclopédies généralistes :   - American National Biography
  - Britannica
  - Brockhaus
  - Den Store Danske Encyklopædi
  - Deutsche Biographie
  - Gran Enciclopèdia Catalana
  - Hrvatska Enciklopedija
  - Internetowa encyklopedia PWN
  - Nationalencyklopedin
  - Store norske leksikon
  - Treccani
  - Universalis
- Notices d'autorité :   - VIAF
  - ISNI
  - BnF (données)
  - IdRef
  - LCCN
  - GND
  - Japon
  - CiNii
  - Belgique
  - Pays-Bas
  - Pologne
  - Israël
  - NUKAT
  - Vatican
  - Australie
  - Norvège
  - Tchéquie
  - Portugal